# Eriba-Adad Ier
Eriba-Adad Ier est un roi d'Assyrie, dont le règne s'étend d'environ 1380 à 1354 av. J.-C. (ou 1394-1364 av. J.-C.).
Son règne est attesté par deux inscriptions fragmentaires provenant d'Assur : une tablette copiant l'inscription sur cône d'argile commémorant apparemment une construction (mais la partie précisant la nature des travaux est perdue) et une inscription estampée sur deux briques du temple du dieu Assur. Ces deux inscriptions donnent la titulature du souverain, incomplète en raison de l'état fragmentaire des documents. Une inscription d'Adad-nerari Ier rapporte qu'Eriba-Adad a reconstruit le mur de la Nouvelle Ville d'Assur, qui tombait en ruines, avec ses portes et ses tours.
La seule autre source textuelle sur le règne d'Eriba-Adad est la Liste royale assyrienne, qui lui attribue 27 années de règne, et ne mentionne aucun événement militaire. Il est possible qu'une inscription sur stèle commémorant un roi nommé Eriba-Adad soit datable de son règne, mais elle est généralement attribuée à son homonyme Eriba-Adad II (1055-1054 av. J.-C.). L'empreinte de sceau du roi a été retrouvée sur une tablette.
Ce roi ne fait généralement pas l'objet d'un traitement particulier dans les histoires de la période, écrasé par la figure de son fils et successeur Assur-uballit Ier, généralement considéré comme le bâtisseur de la puissance assyrienne. Eriba-Adad s'inscrirait dans un contexte dans lequel son royaume est soumis à la puissance dominant la Haute Mésopotamie, le Mittani. Néanmoins A. Tenu et, à sa suite, H. Reculeau proposent de réévaluer son rôle et d'en faire le premier acteur de la montée en puissance de l'Assyrie. Ils s'appuient pour cela sur le fait qu'une de ses inscriptions le présente comme le « représentant du dieu Enlil » (šakin Enlil), titulature inhabituelle pour un roi assyrien, qui semble reprise de Samsi-Addu (v. 1810-1775 av. J.-C.), grand roi de l'époque amorrite que les rois assyriens considèrent comme leur ancêtre, et aussi sur le fait qu'un souverain assyrien postérieur, Arik-den-ili (1307-1296 av. J.-C.) indique qu'Eriba-Adad est « roi du pays d'Assur », également un titre indiquant de fortes prétentions que n'ont pas ses prédécesseurs, et dont la paternité est généralement attribuée à Assur-uballit. Un autre roi postérieur, Ninurta-apil-Ekur (1191-1179 av. J.-C.), lui attribue le même titre et se présente comme son fils/descendant, ce qui semble indiquer qu'il le voit comme une figure particulièrement importante. Ce sont certes des éléments indirects, mais ces deux historiens considèrent qu'ils incitent à réévaluer le rôle d'Eriba-Adad,.